# Уимблдонский турнир 2003
Уимблдонский турнир 2003 — 117-й розыгрыш ежегодного профессионального теннисного турнира серии Большого шлема, проводящегося в Уимблдоне (Лондон, Великобритания) на кортах местного «Всеанглийского клуба лаун-тенниса и крокета». Традиционно выявляются победители соревнования в девяти разрядах: в пяти — у взрослых и четырёх — у старших юниоров.
В 2003 году матчи основных сеток прошли с 23 июня по 6 июля. Соревнование традиционно завершало основной сезон турниров серии на данном покрытии.

## Соревнования

### Взрослые

#### Мужчины. Одиночный разряд
Роджер Федерер обыграл  Марка Филиппуссиса со счётом 7-6(5), 6-2, 7-6(3).
- Федерер выиграл дебютный титул на турнирах Большого шлема.
- Федерер выиграл 5-й одиночный титул в сезоне и 9-й за карьеру в основном туре ассоциации.
- Филиппуссис сыграл 2-й в карьере финал на турнирах Большого шлема.
- Филиппуссис сыграл 3-й одиночный финал в сезоне и 21-й за карьеру в основном туре ассоциации.

#### Женщины. Одиночный разряд
Серена Уильямс обыграла  Винус Уильямс со счётом 4-6, 6-4, 6-2.
- Сёстры Уильямс разыграли 2-й подряд финал Уимблдона и 6-й серии Большого шлема.
- Серена выиграла 2-й титул в сезоне и 6-й за карьеру на турнирах Большого шлема (2-й подряд на Уимблдоне).
- Серена выиграла 4-й одиночный титул WTA в сезоне и 23-й за карьеру.
- Винус 2-й одиночный финал в сезоне и 10-й за карьеру в рамках серии Большого шлема (4-й подряд на Уимблдоне).
- Винус сыграла 4-й одиночный финал WTA в сезоне и 46-й за карьеру.

#### Мужчины. Парный разряд
Йонас Бьоркман /  Тодд Вудбридж обыграли  Махеша Бхупати /  Максима Мирного со счётом 3-6, 6-3, 7-6(4), 6-3.
- Бьоркман и Вудбридж второй год подряд победили на Уимблдоне.
- Для Вудбриджа это уже 8-й титул на Уимблдоне в мужском парном разряде.
- Бьоркман выиграл 1-й парный титул в сезоне и 5-й за карьеру на турнирах Большого шлема.
- Вудбридж выиграл 1-й парный титул в сезоне и 14-й за карьеру на турнирах Большого шлема.
- Бьоркман выиграл 2-й парный титул в сезоне и 31-й за карьеру в основном туре ассоциации.
- Вудбридж выиграл 2-й парный титул в сезоне и 76-й за карьеру в основном туре ассоциации.

#### Женщины. Парный разряд
Ким Клейстерс /  Ай Сугияма обыграли  Вирхинию Руано Паскуаль /  Паолу Суарес со счётом 6-4, 6-4.
- Клейстерс и Сугияма выиграли второй титул Большого шлема подряд.
- Клейстерс выиграла 2-й парный титул в сезоне и за карьеру на турнирах Большого шлема.
- Сугияма выиграла 2-й парный титул в сезоне и 3-й за карьеру на турнирах Большого шлема.
- Клейстерс выиграл 5-й парный титул в сезоне и 9-й за карьеру в основном туре ассоциации.
- Сугияма выиграл 5-й парный титул в сезоне и 25-й за карьеру в основном туре ассоциации.

#### Смешанный парный разряд
Мартина Навратилова /  Леандер Паес —  Анастасия Родионова /  Энди Рам — 6-3, 6-3.
- 46-летняя Навратилова выиграла 2-й титул в миксте в сезоне и 9-й за карьеру на турнирах Большого шлема.
- Суммарно это был 20-й и последний титул на Уимблдоне для Навратиловой (9 в одиночном разряде, 7 в женском парном, 4 в миксте). Впервые Уимблдон Навратилова выиграла в 1976 году  в женском парном разряде, а в миксте ранее побеждала в 1985, 1993 и 1995 годах.
- Паес выиграл 1-й титул в миксте в сезоне и 2-й за карьеру на турнирах Большого шлема.

### Юниоры

#### Юноши. Одиночный турнир
Флорин Мерджа обыграл  Криса Гуччоне со счётом 6-2, 7-6(3).

#### Девушки. Одиночный турнир
Кирстен Флипкенс обыграла  Анну Чакветадзе со счётом 6-4, 3-6, 6-3.

#### Юноши. Парный турнир
Флорин Мерджа /  Хория Текэу обыграли  Криса Гуччоне /  Адама Фини со счётом 7-6(4), 7-5.

#### Девушки. Парный турнир
Алиса Клейбанова /  Саня Мирза обыграли  Катерину Богмову /  Михаэллу Крайчек со счётом 2-6, 6-3, 6-2.